# Sweltsa yunnan
Sweltsa yunnan is een steenvlieg uit de familie groene steenvliegen (Chloroperlidae). De wetenschappelijke naam van de soort is voor het eerst geldig gepubliceerd in 2002 door Tierno de Figueroa & Fochetti.